# Nghệ thuật trên đá

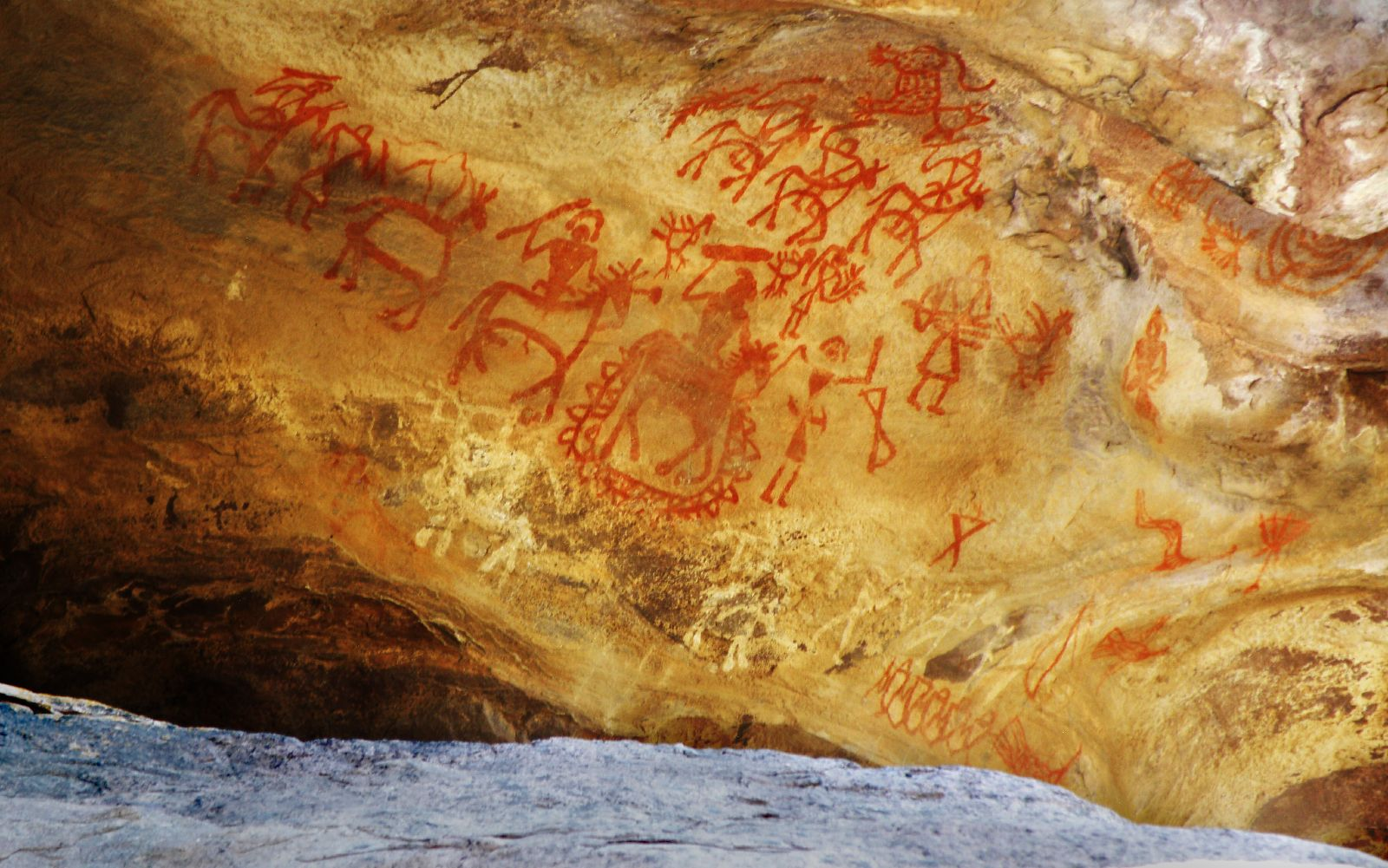
Bức tranh đá Bhimbetka của Ấn Độ, Di sản thế giới.

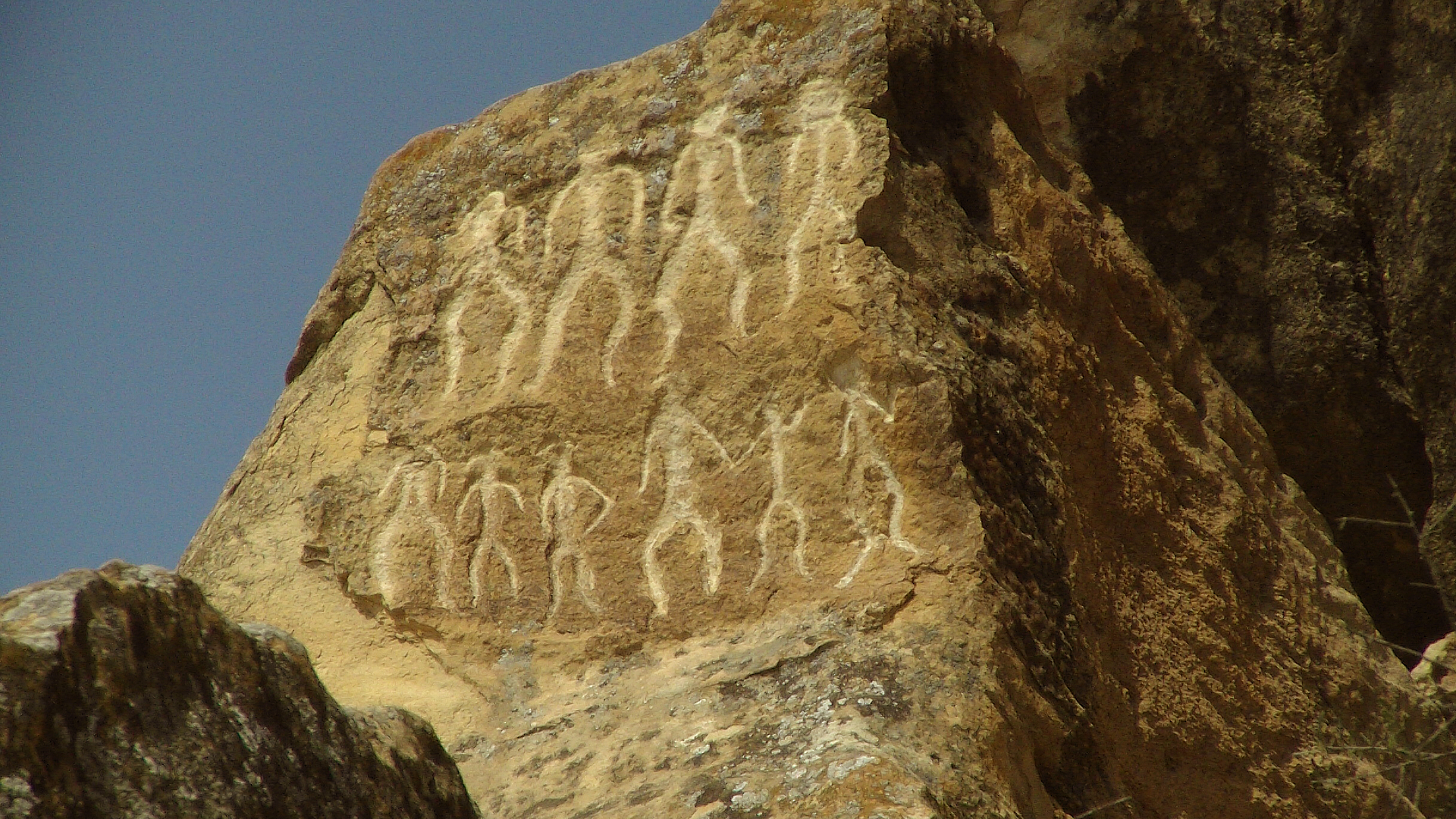
Tranh khắc đá ở Gobustan, Azerbaijan, có niên đại từ 10.000 trước Công nguyên.

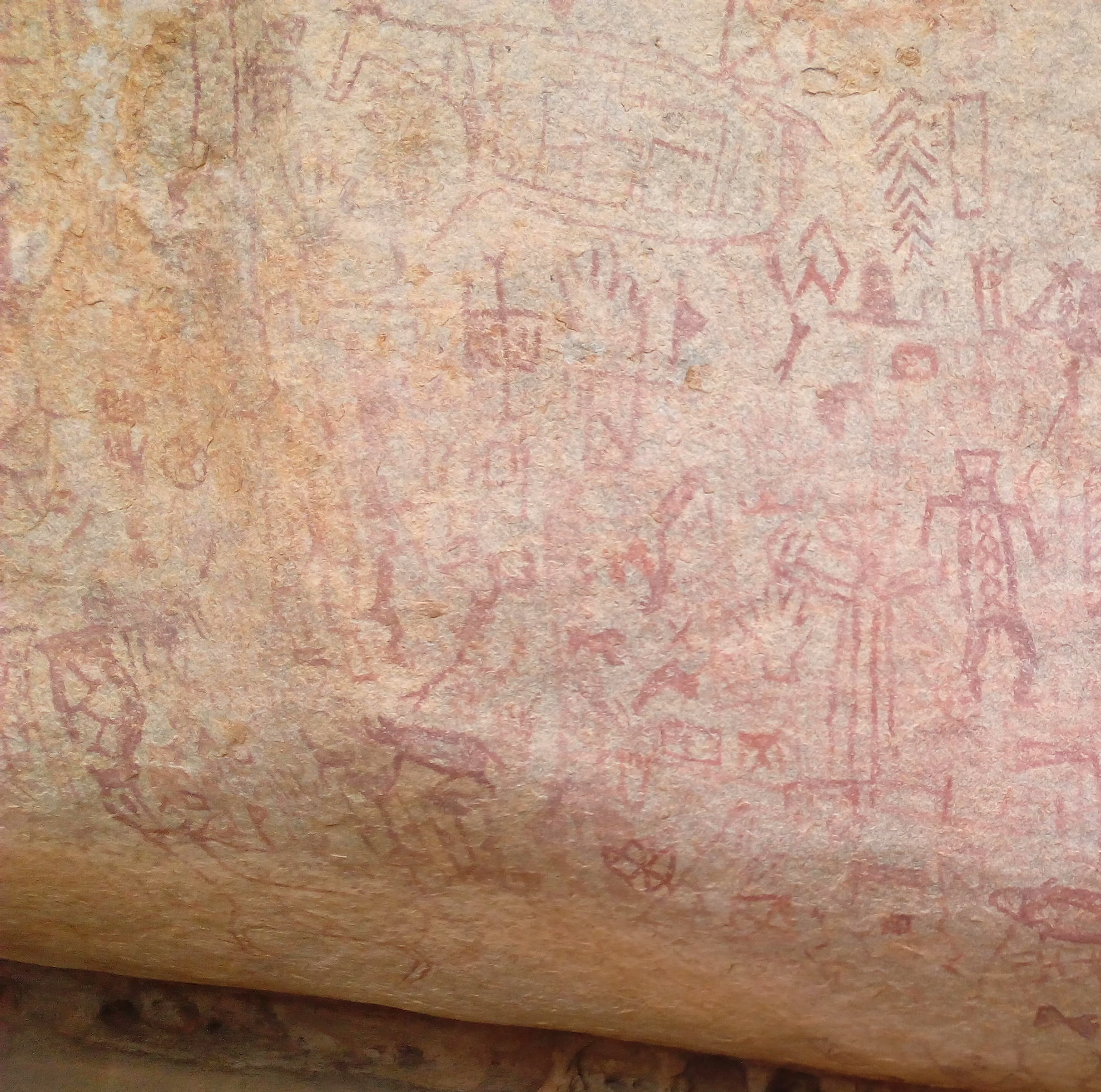
Nghệ thuật trên đá ở Balichakra gần thị trấn Yadgir ở Karnataka, Ấn Độ

Trong khảo cổ học, nghệ thuật trên đá là những dấu ấn do con người tạo ra được tìm thấy trên đá tự nhiên; nó phần lớn đồng nghĩa với nghệ thuật trên đá trong hang động. Một hiện tượng toàn cầu, nghệ thuật trên đá được tìm thấy ở nhiều khu vực đa dạng văn hóa trên thế giới. Nó đã được tạo ra trong nhiều bối cảnh trong suốt lịch sử loài người, mặc dù phần lớn nghệ thuật trên đá đã được ghi lại về mặt dân tộc học đã được tạo nên như một phần của nghi lễ. Những tác phẩm nghệ thuật như vậy thường được chia thành ba hình thức: tranh khắc được khắc vào bề mặt đá, tượng hình được vẽ trên mặt đá, và các họa hình trên đất, được hình thành trên mặt đất. Các tác phẩm nghệ thuật trên đá lâu đời nhất được biết đến từ thời đại đồ đá cũ muộn, đã được tìm thấy ở Châu Âu, Úc, Châu Á và Châu Phi. Các nhà khảo cổ học nghiên cứu những tác phẩm nghệ thuật này tin rằng chúng có thể có ý nghĩa tôn giáo riêng.
Phân ngành khảo cổ học về nghiên cứu nghệ thuật trên đá được phát triển lần đầu tiên vào cuối thế kỷ 19 bởi một vài trong số các học giả Pháp ngữ nghiên cứu về nghệ thuật đá thời đại đồ đá cũ muộn được tìm thấy trong các hệ thống hang động của Tây Âu. Nghệ thuật trên đá tiếp tục có tầm quan trọng đối với người dân bản địa ở nhiều nơi trên thế giới, họ coi chúng vừa là vật phẩm thiêng liêng vừa là thành phần quan trọng trong sự tôn sùng văn hóa của họ. Các địa điểm khảo cổ như vậy cũng là nguồn du lịch văn hóa quan trọng, và đã được sử dụng trong văn hóa đại chúng như quan điểm thẩm mỹ của họ.

## Thuật ngữ
Thuật ngữ nghệ thuật đá xuất hiện trong các tài liệu xuất bản sớm nhất là vào những năm 1940. Nó cũng đã được mô tả là "chạm khắc đá", "vẽ trên đá", "bản khắc đá", hình trên đá, hình vẽ đá, nghệ thuật đá "điêu khắc đá" "tác phẩm điêu khắc đá".

## Các loại nghệ thuật

### Tượng hình
Tượng hình là những bức tranh hoặc hình vẽ đã được khắc trên mặt đá. Những tác phẩm nghệ thuật như vậy thường được tạo ra với đất khoáng và các hợp chất tự nhiên khác được tìm thấy trên khắp thế giới. Các màu chủ yếu được sử dụng là đỏ, đen và trắng. Màu đỏ thường tạo được thông qua việc sử dụng đất nung, trong khi màu đen thường được cấu tạo từ than củi, hoặc đôi khi từ các khoáng chất như mangan. Màu trắng thường được tạo ra từ phấn tự nhiên, đất sét kaolinite hoặc đất tảo cát. Một khi các sắc tố đã thu được, chúng sẽ được nghiền và trộn với một chất lỏng, chẳng hạn như nước, máu, nước tiểu hoặc lòng đỏ trứng, sau đó bôi lên đá như sơn bằng bàn chải, ngón tay hoặc con dấu.
Một hình thức tượng hình khác thường, được tìm thấy ở nhiều nơi, mặc dù không phải là ở tất cả các nền văn hóa có nghệ thuật trên đá, là in bàn tay lên đá.

### Tranh khắc
Tranh khắc là những hình khắc hoặc chạm khắc vào tảng đá. Chúng được tạo ra với việc sử dụng một chiếc búa cứng, được đập vào bề mặt đá. Trong một số xã hội nhất định, việc lựa chọn đá búa tự nó có ý nghĩa tôn giáo. Trong các trường hợp khác, nghệ thuật trên đá được thể hiện thông qua bộ gõ gián tiếp, vì một tảng đá thứ hai được sử dụng như một cái đục giữa đá búa và mặt đá. Một hình thức thứ ba, hiếm hơn của nghệ thuật khắc đá là thông qua vết rạch, hoặc trầy xước, vào bề mặt của đá với một vảy thạch hoặc lưỡi kim loại. Các họa tiết được tạo ra bằng kỹ thuật này được xếp nếp và thường khó nhìn.

### Hình họa trên đất
Các hình họa trên đất là những thiết kế và họa tiết lớn được tạo ra trên bề mặt đá. Chúng có thể được phân loại thông qua phương pháp tạo thành của chúng. Các hình chạm khắc lõm được tạo ra bằng cách cạo các mặt đường sa mạc (đá cuội phủ trên mặt đất) để lộ hình ảnh mờ nhạt trên bề mặt bên dưới. Ví dụ nổi tiếng nhất về nghệ thuật khắc lõm đá như vậy là Những hình vẽ trên cao nguyên Nazca ở Peru. Ngược lại, địa họa là hình ảnh chi tiết, được tạo ra bằng cách xếp chồng các tảng đá trên bề mặt đất để tạo ra một họa tiết hoặc thiết kế có thể nhìn thấy.

## Nghiên cứu nghệ thuật trên đá
Phân ngành khảo cổ dành cho việc điều tra nghệ thuật trên đá được gọi là "nghiên cứu nghệ thuật trên đá". Chuyên gia nghệ thuật đá David S. Whitley lưu ý rằng nghiên cứu trong lĩnh vực này đòi hỏi một "nỗ lực tích hợp" kết hợp lý thuyết khảo cổ học, phương pháp, nghiên cứu thực địa, kỹ thuật phân tích và giải thích.

### Lịch sử
Mặc dù các nhà khảo cổ học người Pháp đã thực hiện nhiều nghiên cứu về nghệ thuật trên đá, nhưng khảo cổ học Anglophone đã bỏ bê chủ đề này trong nhiều thập kỷ.
Môn học nghiên cứu nghệ thuật trên đá đã chứng kiến cái mà Whitley gọi là "cuộc cách mạng" trong những năm 1980 và 1990, khi ngày càng nhiều nhà khảo cổ học trong thế giới Anglophone và Mỹ Latinh chuyển sự chú ý của họ sang chủ đề này. Khi làm như vậy, họ nhận ra rằng nghệ thuật trên đá có thể được sử dụng để hiểu các hệ thống biểu tượng và tôn giáo, quan hệ giới tính, ranh giới văn hóa, thay đổi văn hóa và nguồn gốc của nghệ thuật và tín ngưỡng. Một trong những nhân vật quan trọng nhất trong phong trào này là nhà khảo cổ học người Nam Phi David Lewis-Williams, người đã công bố nghiên cứu về nghệ thuật đá San từ miền nam châu Phi, trong đó ông đã kết hợp dữ liệu dân tộc học để tiết lộ mục đích ban đầu của tác phẩm. Lewis-Williams được ca ngợi vì đã nâng các nghiên cứu nghệ thuật trên đá thành một "lĩnh vực nghiên cứu tinh vi về mặt lý thuyết" của Whitley. Tuy nhiên, nghiên cứu về nghệ thuật trên đá trên toàn thế giới được đánh dấu bằng sự khác biệt đáng kể về quan điểm đối với sự phù hợp của các phương pháp khác nhau và khuôn khổ lý thuyết có liên quan và chặt chẽ nhất.